# جوزيف بوكوسي دومبي
جوزيف بوكوسي دومبي (21 أغسطس 1932 - 28 أبريل 2021) سياسي وصيدلي كاميروني، نيجيري المولد.

## السيرة الشخصية
ولد دومبي في كادونا بنيجيريا لأبوين كاميرونيين، وانتقل إلى دوالا مع والدته الأرملة في سن السابعة. في عام 1949 غادر إلى فرنسا للانضمام لكلية جول فيري. في عام 1959 تخرج من كلية الصيدلة في باريس بعد أن تدرب في مستشفى في ليميل بريفان.
في عام 1960 عاد دومبي إلى الكاميرون وحصل على مليون فرنك أفريقي لفتح صيدلية. افتتح ثاني صيدلية لدوالا، بعد أن افتتح العمدة رودولف توكوتو الأولى. شغل منصب رئيس نقابة الصيدليات في الكاميرون، ومجلس الصيدليات، وجمعية الصيدليات.
بدأ دومبي حياته السياسية في الستينيات. انتخب عضوا في المجلس البلدي لدوالا عام 1962 واستمر حتى عام 1977. ثم انتخب عضوا في مجلس الأمة في 7 يونيو 1970 وظل هناك حتى عام 1973. وفي 6 نوفمبر 1987 تم تعيينه نائبا أول لمندوب حكومة دوالا. كما كان عضوا في المكتب السياسي للحركة الديمقراطية الشعبية الكاميرونية. بالإضافة إلى ذلك كان رئيس مجلس إدارة المطارات في الكاميرون.
كان لزوج دومبي السياسي تسعة أطفال. توفي في 28 أبريل 2021 عن عمر يناهز 88 عامًا.